# Parepidosis venustior
Parepidosis venustior är en tvåvingeart som beskrevs av Gagne 2004. Parepidosis venustior ingår i släktet Parepidosis och familjen gallmyggor.
Artens utbredningsområde är Frankrike. Arten är reproducerande i Sverige. Inga underarter finns listade i Catalogue of Life.